# 33002 Everest
33002 Everest este o planetă minoră (asteroid), cu un diametru de 6,731 km, din centura de asteroizi. A fost descoperită pe 17 februarie 1997 la osservatorio Colleverde di Guidonia⁠(d) de Vincenzo Silvano Casulli⁠(d) și a fost numită după Everest. 
Obiectul prezintă o orbită caracterizată de o semiaxă mare de 2,9955844 UAi, o excentricitate de 0,11, o înclinație de 5,19107 ° în raport cu ecliptica.